# Banhatti, Afzalpur
Banhatti là một làng thuộc tehsil Afzalpur, huyện Gulbarga, bang Karnataka, Ấn Độ.